# Формула Вінтерса
Формула Вінтерса, названа на честь Р. В. Вінтерса — це формула, що використовується для оцінки респіраторної компенсації при аналізі кислотно-основних порушень за наявності метаболічного ацидозу. Її можна подати як:
{\displaystyle P_{{\ce {CO2}}}=(1.5\times \left[{\ce {HCO3^-}}\right])+8\pm 2},
де HCO3-Гідрокарбонати вимірюється в мЕкв/л, а pCO2 в мм рт. ст.

## Історія
Доктор Р. В. Вінтерс був американським лікарем, випускником Єльської медичної школи, професором педіатрії в Коледжі лікарів та хірургів Колумбійського університету. У 1974 році він був нагороджений золотою медаллю Бордена Американською академією педіатрії.
У 1960-х роках Доктор Р. В. Вінтерс провів експеримент на 60 пацієнтах з різним ступенем метаболічного ацидозу. Він мав на меті емпірично визначити математичний вираз, що відображає ефект респіраторної компенсації. Він вимірював рН крові, pCO2 плазми, надлишок основ крові (BE) та концентрацію бікарбонату в плазмі. Він зосередився на взаємозв'язку між рівнем pCO2 та рівнем бікарбонату в плазмі. Формула Вінтерса була отримана з лінійної регресії зв'язку між рівнем pCO2 та рівнем бікарбонату у плазмі.

## Фізіологія
В організмі людини можуть виникати чотири основні порушення кислотно-основного балансу: метаболічний ацидоз, метаболічний алкалоз, респіраторний ацидоз та респіраторний алкалоз. Вони характеризуються pH сироватки крові нижче 7,4 (ацидоз) або вище 7,4 (алкалоз), а також залежать від того, чи є причина метаболічним процесом, чи пов'язана з диханням. Якщо в організмі виникає одне з цих порушень, він намагатиметься його компенсувати, викликаючи протилежний процес (наприклад, у відповідь на метаболічний ацидоз індукується респіраторний алкалоз).
Респіраторна компенсація — один із трьох основних процесів, які організм використовує для реагування на порушення кислотно-основного стану (pH вище або нижче 7,4). Вона працює повільніше, ніж бікарбонатна буферна система крові, але швидше, ніж ниркова компенсація. Респіраторна компенсація зазвичай починається протягом кількох хвилин або годин, але сама по собі не повністю повертає артеріальний pH до нормального значення (7,4). Формула Вінтерса кількісно визначає величину респіраторної компенсації під час метаболічного ацидозу.
Під час метаболічного ацидозу зниження pH збуджує периферичні хеморецептори, які знаходяться в аорті та сонній артеріях і реагують на зміни парціального тиску вуглекислого газу в артеріальній крові (pCO2). Центральні хеморецептори знаходяться в стовбурі головного мозку та реагують переважно на зниження pH спинномозкової рідини. У відповідь на зниження pH ці хеморецептори призводять до збільшення хвилинної вентиляції та посилення виведення вуглекислого газу. Зменшення рівня вуглекислого газу знижує PCO2 та підвищує артеріальний pH до нормального.

## Клінічне використання
Однією з труднощів в оцінці порушень кислотно-основного балансу є наявність множинних патологій. У пацієнта може спостерігатися лише метаболічний ацидоз, але також може бути супутній респіраторний ацидоз. Формула Вінтерса дає очікуваний pCO2 пацієнта. Потім з цим значенням порівнюється фактичний (виміряний) pCO2 пацієнта. Використовуючи цю інформацію, лікарі можуть з'ясувати додаткові причини порушення кислотно-основного балансу та визначити різні варіанти лікування, які інакше могли б не бути розглянуті.
Якщо обидва значення відповідають один одному, респіраторна компенсація вважається адекватною.
Якщо виміряний pCO2 вищий за обчислений, у пацієнта є первинний респіраторний ацидоз.
Якщо виміряний pCO2 нижче за обчислений, у пацієнта є первинний респіраторний алкалоз.